# アロフィ湾

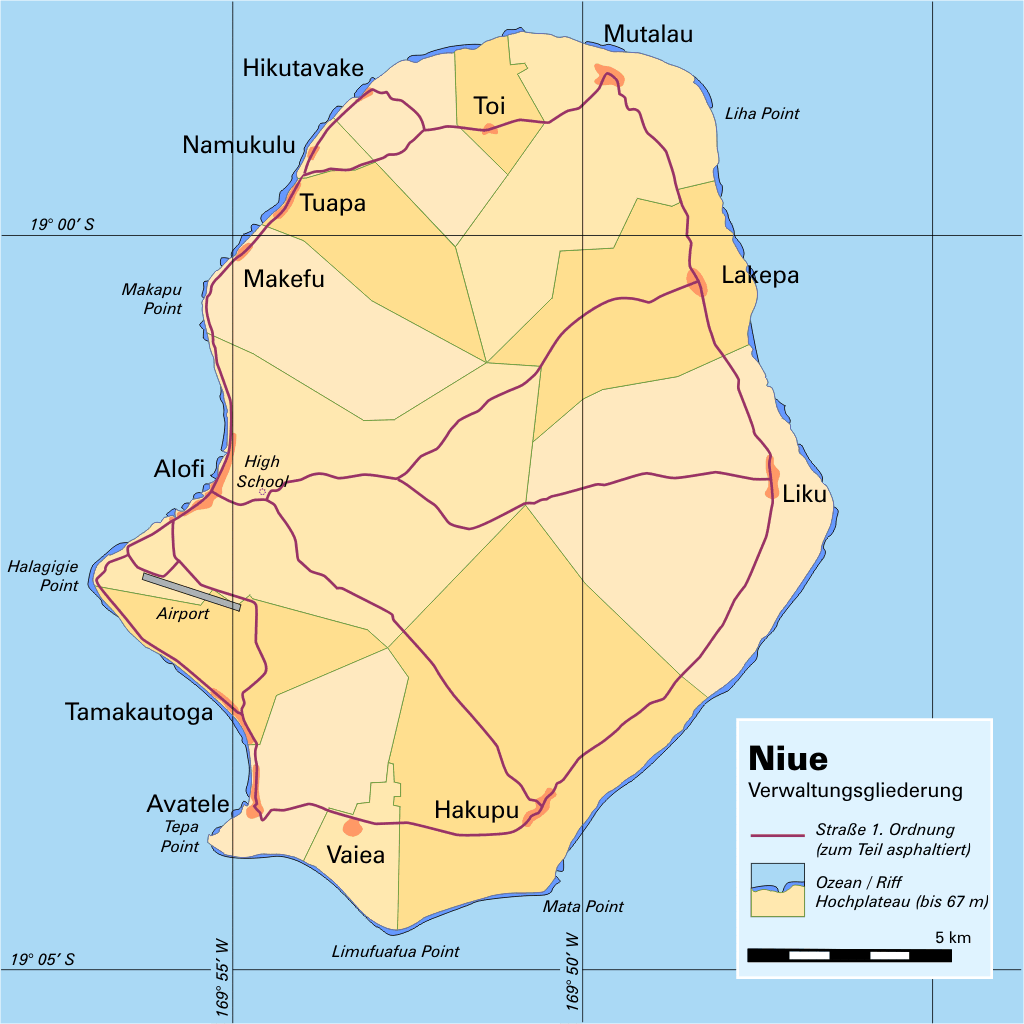
アロフィ湾は島の西に位置している

アロフィ湾(Alofi-Bay)は、ニウエの西海岸にある湾である。

## 概要
ニウエの西海岸には大きな湾が2つある。アロフィ湾は北部に位置しており、もう1つは南部のアバテレ湾である。アロフィ湾は、マケフ岬からハラギギー岬まで伸びており、沿岸には主要都市のアロフィなどの町がある。

## 脚註
1. ↑  Alofi Bay Geonames.org (cc-by); post updated 2016-03-10; database download 2016-11-12

座標: 南緯19度03分18秒 西経169度55分12秒 / 南緯19.05500度 西経169.92000度